# Ceva
Ceva (piemontiul: Seva) település Olaszországban, Piemont régióban, Cuneo megyében. Lakosainak száma 5695 fő (2023. január 1.). Ceva Battifollo, Castellino Tanaro, Lesegno, Mombasiglio, Nucetto, Paroldo, Perlo, Roascio, Sale delle Langhe, Sale San Giovanni, Scagnello és Priero községekkel határos.

## Népesség
A település lakossága az elmúlt években az alábbi módon változott:
| Lakosok száma | 5811 | 5768 | 5774 | 5695 |
|               | 2008 | 2017 | 2018 | 2023 |